# マルコとマルオ
マルコとマルオとは、デパートのマルイで行われるエポスカード会員を対象にした大規模な優待期間。
3日～16日間など開催時期が変動し「マルコとマルオの〇日間」と表記されることが多い

## 概要
マルイでは、3月、5月、9月、11月など、特別なセールがない期間であり、季節の新作が並ぶ時期に、オトクに買い物ができるように、エポスカード払いを対象にした10％オフセールを行っている。普段値下げをしないブランド・メーカー・商品なども、精算レジにて割引を行うため、実店舗およびオンラインショップであるマルイウェブチャネルは買い物客で混雑する。

## プロモーション
テレビＣＭや交通広告を使って大々的に告知することが多い。
- 2011年
  - 11月　テレビコマーシャル「マルコとマルオの7日間」櫻橋良枝[3]。

- 2015年
  - 5月　テレビコマーシャル「マルコとマルオの7日間」[4]。

## コラボレーション
- 2023年
  - 3月　『シン・仮面ライダー』とコラボレーション[5]
  - 5月　「プリキュアシリーズ２０周年」とコラボ[6]
  - 9月　ホロライブ所属VTuber「兎田ぺこら」とコラボレーション[7]
  - 11月　「ちいかわ」とコラボレーション[8]